# III. Henrik angol király
III. Henrik (Winchester, 1207. október 1. – Westminster, 1272. november 16.) angol király 1216-tól haláláig.
III. Henrik Földnélküli János angol király és felesége, Angoulême-i Izabella első fia volt. Apja korán meghalt, így mindössze kilencévesen került trónra az első báróháború közepén. A pártján álló főurak William Marshal pembroke-i gróf vezetésével 1217-re megnyerték a polgárháborút. Henrik ígéretet tett, hogy tiszteletben tartja az apja által elfogadott Magna Cartát, amely védelmet nyújtott a nemességnek a királyi túlkapásokkal szemben. A király 1227-ben vált nagykorúvá. 1230-ban megpróbálta visszafoglalni az apja által elveszített Normandiát és más nyugat-franciaországi birtokokat, de inváziós próbálkozása hamar összeomlott. 1232-ben William Marshal fia fellázadt ellene, de miután belehalt csatában szerzett sebeibe, a lázadás véget ért. Henrik ezután miniszterek közbeiktatása nélkül, személyesen uralkodott.
Henrik igen sokat költött paloták és kolostorok építésére, különösen Westminsterben. Ismert volt vallásos buzgóságáról és sokat tett választott védőszentje, Hitvalló Eduárd kultuszának ápolásáért. 1242-ben újabb próbálkozást tett francia birtokai visszaszerzésére, de a taillebourg-i csatában döntő vereséget szenvedett és a későbbiekben a diplomáciai csatározásokra szorítkozott. Támogatta Richárd öccsét, akit 1256-ban német királlyá választottak, de tervei és nagy összegek feláldozása ellenére nem sikerült kisebbik fiát Szicília trónjára ültetnie.
III. Henrikkel szemben 1258-re kialakult egy főúri csoportosulás, akik főleg költekezését és a volt angol birtokokról befogadott francia arisztokrácia (elsősorban a Lusignan-család) túlzott hatalmát rótták fel neki. A Simon de Montfort leicesteri gróf által vezetett bárók fegyveres államcsínnyel átvették az uralmat az ország fölött, kiűzték a Lusignanokat és kényszerítették a királyt, hogy számukra kedvező, a központi hatalmat korlátozó rendelkezéseket fogadjon el. A főurak azonban egymás között is harcoltak és Anglia évekre politikai zűrzavarba merült. Henriknek 1261-ben egy időre sikerült visszaszereznie a kormányrudat és Simon de Montfort külföldre menekült, ám rövidesen újabb arisztokrata koalíció szerveződött ellene. A konfliktus 1264 tavaszán fegyveres összecsapásig fajult és kitört a második báróháború. A lewesi csata után Simon de Montfort elfogta a menekülő Henriket és a trónörökös Eduárdot. Eduárdnak sikerült megszöknie, új hadsereget szervezett és az eveshami csatában legyőzte de Monfort-t, aki elesett az ütközetben.
Henrik 1272-ben halt meg, a trónon idősebb fia, I. Eduárd követte. Az általa átépített westminsteri apátságban temették el, Hitvalló Eduárd korábbi nyughelyén. Mozgalom szerveződött szentté avatására, állítólag csodák is történtek sírjánál, de kanonizációja végül elmaradt.

## Kisgyermekkora

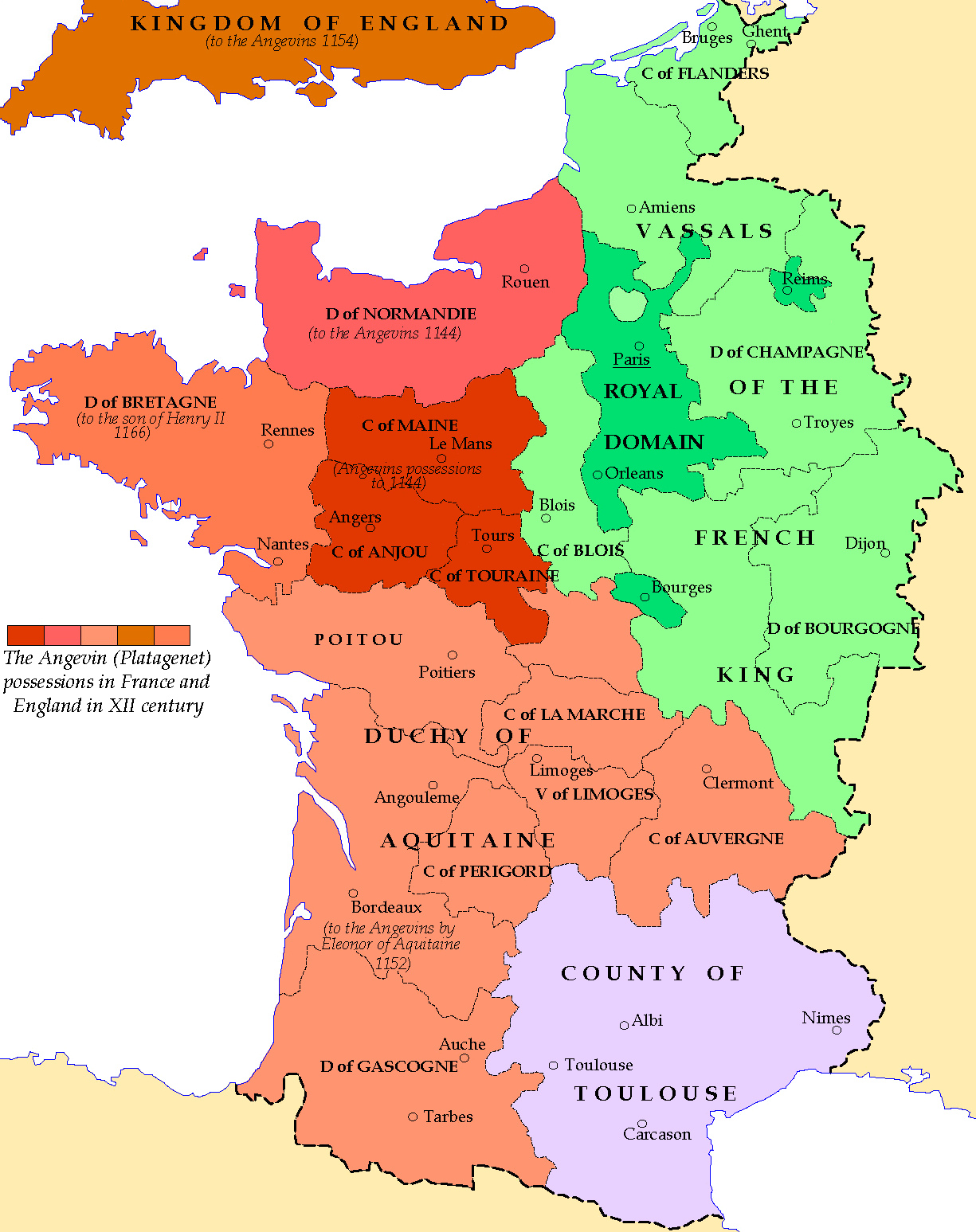
A János király fennhatósága alá tartozó franciaországi területek 1200 körül

Henrik 1207. október 1-én született Winchester várában János angol király és felesége, Angoulême-i Izabella első gyermekeként. Kora gyermekkora csak kevéssé ismert. Csecsemőként Dél-Angliában egy Ellen nevű dajka gondjaira bízták, távol a király városról városra vándorló udvarától és feltehetően közeli kapcsolatban maradt anyjával. Henriknek négy további törvényes testvére született, Richárd, Johanna, Izabella, és Eleonóra (a számos házasságon kívüli idősebb féltestvér mellé). 1212-ben nevelését Winchester püspökére, Peter des Roches-ra bízták; az ő felügyelete alatt a kis herceg megtanult lovagolni és fegyvert forgatni.
Külső megjelenéséről nem sokat tudunk. Koporsója mérete alapján magassága 168 cm körül lehetett, és halála után íródott források szerint lecsüngő szemhéjú, erőteljes testalkatú férfi volt. Jellemét illetően néha dühbe gurult ugyan, de alapvetően barátságos, könnyed, együttérző természetűnek írták le, viselkedése természetes volt és becsületes, a misék alkalmával gyakran a könnyekig meghatódott.
A 13. század elején az Angol Királysághoz nemcsak Anglia tartozott, hanem Franciaország számottevő, nyugati része is. Henrik nagyapja, akiről a nevét kapta, II. Henrik király kiegészítette az elődeitől örökölt birtokokat és hatalmas birodalom fölött uralkodott, amely magába foglalta Írországot, Wales jelentős részét, vazallusként Skóciát, valamint Franciaországból Normandiát, Bretagne-t, Maine-t, Anjout, Poitout és Gascogne-t. A francia központi hatalom sokáig gyenge maradt, így II. Henrik és fiai, Oroszlánszívű Richárd és Földnélküli János biztosan tartották kezükben a hatalmat a kontinensen.
1204-ben azonban II. Fülöp francia király elvette Jánostól Normandiát, Bretagne-t, Maine-t és Anjout; így az angol fennhatóság a déli Gascogne-ra és Poitoura korlátozódott. János megemelte az adókat, hogy a franciaországi háborúkat finanszírozni tudja, és hűséget fogadott a pápának, hogy a konfliktusban megszerezze a támogatását (nem volt szokatlan, hogy az uralkodók hűségesküt tettek az egyház fejének, így tett Oroszlánszívű Richárd, de bizonyos időszakban Aragónia, Dánia, Lengyelország, Portugália, Szicília és Svédország királyai is). Emiatt azonban a főurai fellázadtak ellene. 1215-ben János és a lázadók a Magna Carta szerződésében megállapodtak a béke feltételeiben. A megállapodás védelmet nyújtott volna a királyi hatalom túlkapásaival szemben, lefegyverezte volna a felkelőket és ellenőrző tanácsot állított volna fel, de a valóságban egyik fél sem tartotta be. Folytatódott az első báróháború, amelyben a lázadó arisztokraták Fülöp francia király fiát, Oroszlán Lajost (a leendő VIII. Lajos francia királyt) hívták meg az angol trónra. A konfliktusban hamarosan patthelyzet állt elő, míg János 1215. október 19-én vérhasban meg nem halt, a kilencéves Henrikre hagyva az ország koronáját.

## Kiskorúsága (1216–26)

### Megkoronázása

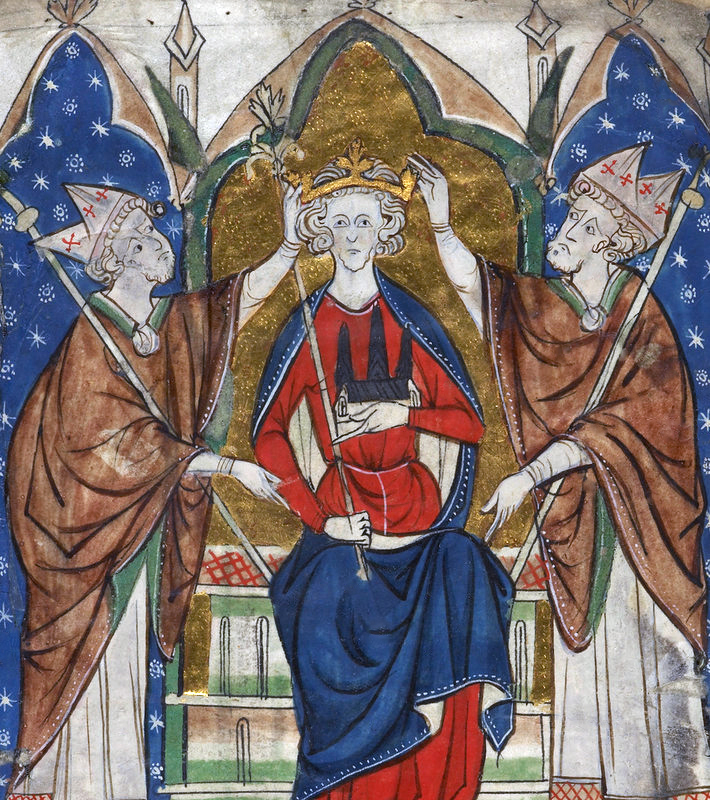
III. Henrik koronázása (13. sz.)

Henrik anyjával együtt a dorseti Corfe várában tartózkodott, amikor apja meghalt. János király halálos ágyán kinevezett egy tizenhárom főből álló tanácsot, amely kiskorú fiát volt hivatott segíteni, valamint Henriket az ország egyik legnevesebb lovagja, William Marshal gondjaira bízta. A lojalista párt a lehető leghamarabb meg kívánta koronáztatni Henriket, hogy egyértelművé tegyék elsőbbségét az idegen és soha meg nem koronázott Oroszlán Lajossal szemben. William Marshal lovaggá ütötte a kisfiút, akit aztán 1216. október 28-án a gloucesteri katedrálisban Guala Bicchieri pápai legátus felügyeletével Anglia királyává koronáztak. Canterbury és York érsekének távollétében Worcester és Exeter püspökei kenték fel a ceremónia során és Peter des Roches winchesteri püspök helyezte fejére a koronát. Mivel a királyi korona a háború során elveszett (állítólag János király többi holmijával együtt elsüllyedt a mocsárban), Henriket anyja aranykoszorújával koronázták meg.
A kilencéves király polgárháború sújtotta országot örökölt; Anglia felét a lázadók ellenőrizték, a kontinensen fekvő birtokai többsége pedig francia megszállás alatt volt. Bicchieri legátus azonban őt támogatta, amiért cserébe Henrik a koronázás során hűségesküt tett III. Honoriusz pápának. A pápa személyes védencének és vazallusának nyilvánította a fiatal uralkodót és felhatalmazta a legátust, hogy tegye meg mindent személye és országa védelmében. Ezen felül Henrik keresztes lovagnak nyilvánította magát, ami további egyházi védelemmel járt.
A király és Bicchieri az idős William Marshalt, Pembroke grófját kérte fel a régenskormány vezetésére, aki régóta ismert volt lojalitásáról és maga is jelentős sereg fölött rendelkezett. William felvette a justiciar (névleg főbírói, gyakorlatilag kormányzói) címet, de amikor Hubert de Burgh, a meglévő justiciar panaszt tett, címét a rector nostrer et rector nostri-ra („mi urunk, országunk ura”) változtatta. William ezután des Roches püspökre bízta Henrik nevelését, hogy ő maga hadba vonulhasson.

### A báróháború vége

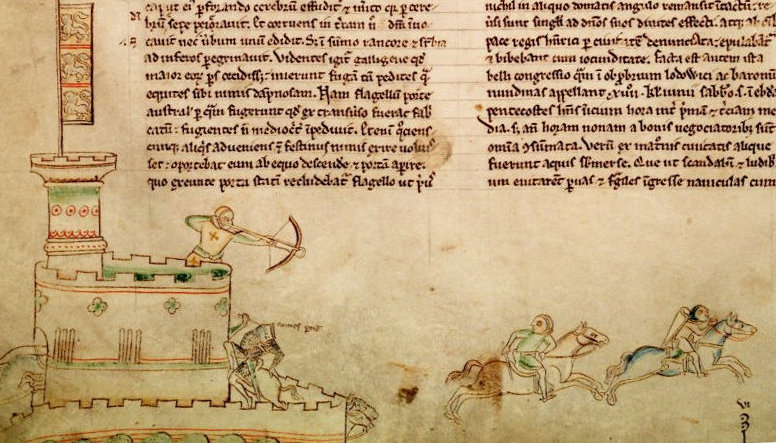
A lincolni csata

A lojalista párt ekkor nem állt jól a polgárháborúban, és már azt fontolgatták, hogy Írországba menekítik a kormányzatot. Oroszlán Lajos és a lázadók azonban nem tudták kihasználni előnyüket. Bár a westminsteri apátság az ő kezükben volt, a Henrik-párti egyház miatt nem tudták megkoronázni a trónkövetelőt, a királyi várak pedig kitartottak az általuk megszállt területeken. Sok lázadó báró János király halálával orvosolva érezte sérelmeit, Henrik pedig kihasználta a bizonytalanságukat: birtokaik visszaadásával és a Magna Carta némileg (például a pápa számára kedvezőtlen részek kihúzásával) módosított változatának elfogadásával megpróbálta magához édesgetni őket — erőfeszítése azonban ekkor még nem járt sikerrel.
1217 februárjában Lajos erősítésért visszatért Franciaországba. Távollétében nézeteltérés tört ki francia és angol követői között, a pápai legátus pedig keresztes háborúvá nyilvánította a lázadók elleni harcot. Az angol háború azonban nem ért föl a szentföldivel, a részvétel nem váltotta ki a korábbi fogadalmat, a felkelőket nem tekintették eretneknek és a részvételt jelző keresztet nem a ruha vállára, hanem a mellkasra varrták fel. Több lázadó báró azonban így is  megfelelő ürügyet talált a fegyver letételére, mondván, hogy nem akarnak az egyház ellen harcolni. A mérleg már kezdett Henrik javára billenni, amikor április végén Lajos herceg visszatért, és új lendületet adott a konfliktusnak azzal, hogy egy sereget Lincoln, egy másikat pedig Dover várának ostromára küldött. William Marshal kihasználta az ellenség megosztottságát, és május 20-án meglepte a Lincolnt ostromlókat. Maga a város ekkor már a lázadók kezén volt, csak a fellegvár tartotta még magát. William elfoglalta a városfal egyik kapuját, véres utcai harcokban megfutamította a lázadókat, majd kifosztotta a várost. Több felkelő bárót elfogtak, a háború egyik francia vezére, Thomas perche-i gróf pedig elesett.

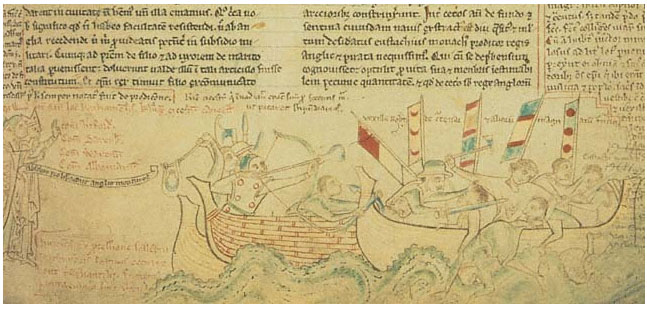
A sandwichi tengeri csata és Eusztáz barát kivégzése

Lincoln után a lojalisták előrenyomulása leállt, és csak június végén vették át a kezdeményezést, miután foglyaikért megkapták a váltságdíjat. Eközben Lajos fokozatosan elveszítette hadjáratának franciaországi támogatását, és beletörődött abba, hogy a trónigényét nem tudja érvényesíteni. Ezért ajánlatot tett Bicchieri bíborosnak: lemond követeléséről, ha cserébe hívei visszakapják elkobzott birtokaikat, visszavonják az egyházi átkot és Henrik ígéretet tesz a Magna Carta betartására. A lojalista főnemesek túlzottnak érezték ezeket a követeléseket, így megegyezés hiányában Lajos megmaradt erőivel Londonban maradt.
1217 augusztusában egy francia flotta indult útnak, hogy katonákat, ostromgépeket és utánpótlást vigyen Lajosnak. Sandwich előtt Hubert de Burgh főbírónak sikerült lecsapnia a franciákra: a sandwichi tengeri csatában szétszórta az ellenséget és elfoglalta annak zászlóshajóját. A flotta parancsnokát, a hírhedt kalóz Eusztáz barátot helyben lefejezték. Lajos erre ismét béketárgyalásokat kezdeményezett és végül szeptember 12-én vagy 13-án megkötötték a lambethi (vagy kingstoni) békét. Ennek feltételei a korábbi megállapodáshoz hasonlóak voltak, de a lázadó egyházi személyek elveszítették birtokaikat és címeiket. Lajos kapott 6666 fontot, hogy mielőbb haza tudja szállítani embereit, és megígérte, hogy javasolni fogja apjának, II. Fülöp Ágost francia királynak Henrik franciaországi birtokainak visszaadását. Oroszlán Lajos hamarosan el is hagyta Angliát, és csatlakozott a dél-franciaországi katharok elleni keresztes hadjárathoz.

### A királyi hatalom visszaállítása

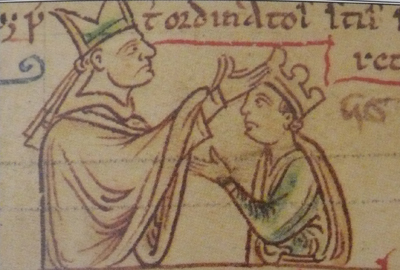
Henrik második koronázása

A polgárháború végére jelentősen meggyengült a központi királyi hatalom. A békekötés után sok korábbi lázadó úr eleresztette a füle mellett az uralkodó utasításait, sőt Henrik lojalista támogatói sem szívesen engedték ki a kezükből az általuk megszállt királyi várakat. Országszerte mindenütt megjelentek az illegálisan felhúzott erődök. A grófságokban összeomlott a sheriff-rendszer, nem volt aki beszedje az adókat és a király jövedelmeit. Az észak-walesi független Llywelyn herceg a walesi angol uralmat fenyegette.
A William Marshal vezette régenskormány megnyerte ugyan a háborút, de a királyi hatalom visszaállításával kevésbé boldogult. Ennek egyik oka, az volt, hogy mivel a törvény kimondta, hogy az uralkodó kiskorúsága idején nem lehet véglegesen eladományozni birtokait, legális módon nem tudták megjutalmazni a lojalista főurakat, amit azonban azok elvártak volna. Williamnek mindenesetre sikerült visszaállítani a királyi bíróságokat, megindította a kincstár működését és egy rendeletben szabályozta a királyi erdők használati feltételeit. Walesben 1218-ban megegyeztek Llywelynnel, akit egész Wales főbírájaként ismertek el; utóbbi tény is jól mutatja a kormányzat gyengeségét.

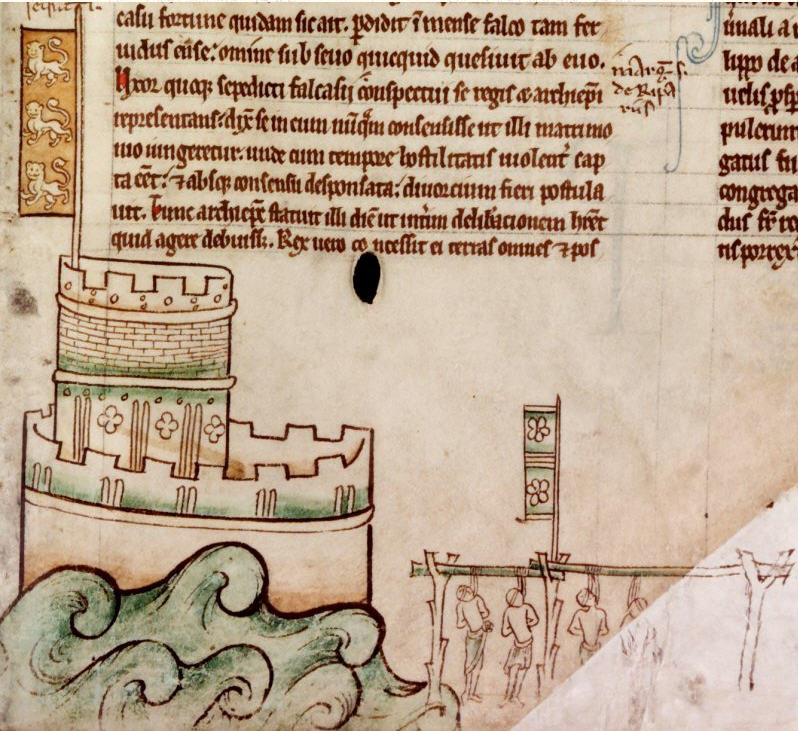
A bedfordi vár védőinek kivégzése

Henrik anyja kiszorult a régenskormányból, így még 1217-ben visszatért Franciaországba és férjhez ment a hatalmas Poitou-beli főúrhoz, X. Lusignani Hugóhoz (Izabella mielőtt 12 évesen férjhez ment volna János királyhoz, Hugó apjának, IX. Hugónak a jegyese volt. A házasság miatt IX. Hugó fellázadt a király ellen és ez vezetett az angol uralom nyugat-franciaországi összeomlásához. Izabellának és X. Hugónak 9 gyermeke született). 1219 áprilisában William Marshal megbetegedett és meghalt. Az Oxfordban összehívott nemesi nagytanács által kinevezett új régenskormány három „erős emberből” állt: Pandulf Verraccio pápai legátusból, Peter des Roches-ból és Hubert de Burgh volt főbíróból. Hubert és des Roches riválisok voltak; Hubert politikai hátországát főleg az angol bárók jelentették, míg des Roches püspököt Poitou és Touraine támogatta. A bárók az elnyomó külföldiek ellen harcoló patriótáknak tartották magukat, míg des Roches követői szerint ők voltak a király valódi hívei, és a Hubert-párt tele volt korábbi lázadókkal. 1221-ben Hubert nyíltan fellépett des Roches ellen, árulással vádolta és megfosztotta őt a király fölötti gondviselési jogtól. A püspök végül elhagyta Angliát és 1228-ban csatlakozott a hatodik keresztes hadjárathoz. Verracciót visszahívták Rómába így a kormányzat gyakorlatilag teljesen Hubert kezére jutott.
1220 után javulni kezdett a központi hatalom helyzete. A pápa engedélyezte, hogy Henriket új koronával ismét megkoronázzák. Az ismételt koronázás megerősítette Henrik tekintélyét és a bárók kiátkozás terhe mellett ígéretet tettek az elfoglalt királyi várak visszaszolgáltatására és a koronával szembeni adósságaik törlesztésére. Hubert és Henrik 1223-ban Walesbe utazott, hogy rendezzék a Llywelyn és a határvidék bárói között fennálló konfliktusokat; katonái pedig sorra vették vissza a korábban elfoglalt királyi várakat. A még mindig makacskodó főuraknak Bedfordban statuáltak példát: az ellenálló várat nyolc hétig ostromolták, majd szinte az egész helyőrséget kivégezték.
Eközben VIII. Lajos francia király Lusignani Hugóval szövetkezve megtámadta Poitout és Gascogne-t. A Poitou-beli királyi csapatok rosszul voltak ellátva és hiányzott a helyi támogatottságuk is, így a grófság gyorsan elesett. A nemesi nagytanács 1225-ben 40 ezer fontot szavazott meg a gascogne-i angol csapatok megerősítésére, így ez a tartomány Henrik kezében maradt. A támogatásért cserébe azonban azt követelték, hogy a király erősítse meg a Magna Cartát és a királyi erdők rendeletét. Henrik királyi pecséttel látta el az okleveleket és kijelentette, hogy a rendelkezéseket „önálló és szabad akaratából” hozták, így azok tekintélye jelentősen megerősödött.

## Uralkodásának első évei (1227–34)

### A francia hadjárat

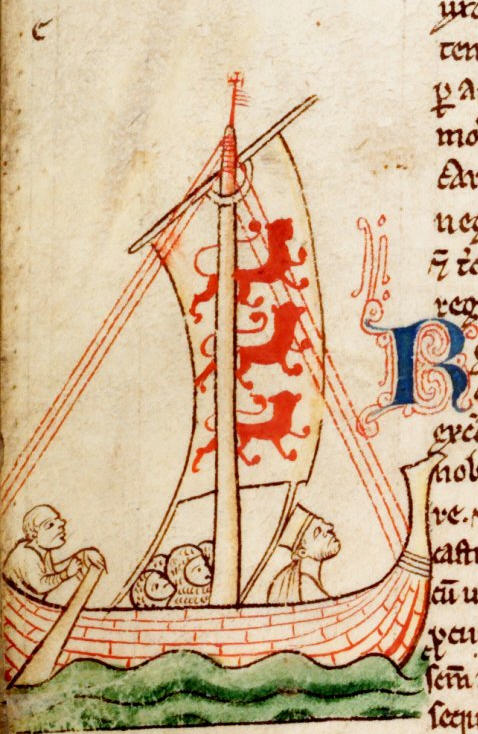
Henrik Bretagne-ba hajózik (1230)

Henrik hivatalosan 1227 januárjában vette át az ország kormányzását, bár egyes kortársai szerint jogilag ekkor még kiskorú volt a következő évben bekövetkező 21. születésnapjáig. A király gazdagon megjutalmazta Hubert de Burghot a szolgálataiért, kinevezte Kent grófjának és jelentős birtokokat adományozott neki mind Angliában, mind Walesben. Az első néhány évben Henrik továbbra is kikérte tanácsadói véleményét és Hubert is élethosszig tartó főbírói kinevezést kapott.
A franciaországi birtokok sorsa továbbra is bizonytalan maradt. Henrik mindig is fontosnak tartotta öröksége visszaszerzését, de a francia király jövedelme – azaz zsoldosfelfogadó képessége – jelentősen meghaladta az övét. Franciaország már János király idejében is fölényben volt ilyen szempontból, a különbség pedig azóta csak növekedett, mert a francia király éves jövedelme 1204 és 1221 között majdnem megduplázódott.
VIII. Lajos 1226-ban meghalt és 12 éves fia, IX. Lajos örökölte a trónt; helyette az anyja vezette régenskormány irányította az országot. A kiskorú király helyzete jóval bizonytalanabb volt mint apjáé, és a francia főnemesek (akik közül sokan még mindig ápolták angol kapcsolataikat) sorra lázadtak fel ellene. 1228 végén Peter de Dreux, Bretagne hercege nyíltan megtagadta az engedelmességet és Henriknek fogadott hűséget.
A herceget megsegítő angol katonai előkészületek lassan haladtak előre és mikor Henrik végül 1230 májusában partra szállt Bretagne-ban, a hadjárat sem bizonyult sikeresnek. Talán Hubert javaslatára, Henrik igyekezett elkerülni a csatát a franciákkal és dél felé vonult Poitouba, ahol a nyár során nem ért el jelentős eredményt, majd bevonult Gascogne-ba. Végül 1234-ben békét kötött Lajossal és visszatért Angliába, anélkül, hogy bármilyen eredményt fel tudott volna mutatni.

### Richard Marshal lázadása
Hubert de Burgh 1232-ben kegyvesztett lett és elvesztette pozícióját. Régi riválisa, Peter des Roches 1231 októberében visszatért a keresztes háborúból és szövetkezett Hubert egyre növekvő számú ellenségeivel, majd bevádolta Hubertet Henrik előtt, hogy eltékozolta a királyi birtokokat és jövedelmeket és hogy felelős több külföldi egyházi személy elleni támadásért. A kormányzó az Oxfordi Egyetem Merton Collegének kápolnájában keresett menedéket, de a király lefogatta és a londoni Towerbe záratta. A kormány élére a Poitou-beli bárók által támogatott des Roches került, aki azonnal elkezdte elkobozni ellenfele támogatóinak földjeit, nem törődve eközben a szabályos jogi eljárásokkal. A főurak – köztük Richard Marshal pembroke-i gróf, William Marshal fia – egyre hangosabban panaszkodtak az új kormányzó miatt, és az 1225-ben elfogadott Magna Cartára hivatkoztak, amelyben a király ígéretet tett a nemesség jogainak védelmére. Richard Marshall és des Roches hívei között hamarosan kitört a fegyveres konfliktus. A kormányzó Marshal írországi és dél-walesi birtokaira küldte csapatait, mire Pembroke grófja válaszul Llywelyn herceggel szövetkezett, angliai támogatói pedig fellázadtak. A királyi csapatok nehezen birkóztak meg a lázadással és Henrik attól tartott, hogy Lajos francia király kihasználja az alkalmat és a rövidesen lejáró fegyverszünet után bevonul Bretagne-ba.
Abingdoni Edmund canterburyi érsek közbenjárására Henrik beleegyezett, hogy elbocsássa des Rochest. Még mielőtt lezárták volna a tárgyalásokat, Richard Marshall belehalt csatában szerzett sebeibe és birtokait öccse, Gilbert Marshal örökölte. A konfliktust 1234 májusában zárták le véglegesen. Eközben lejárt a Franciaországgal kötött fegyverszünet és Lajos megtámadta Péter bretagne-i herceget. Henrik csak egy kisebb kontingenst tudott küldeni szövetségese segítségére és a hercegség novemberre francia megszállás alá került. A következő 24 évben Henrik közvetlenül, főminiszter segítsége nélkül uralkodott.

## Belpolitikája

### Közigazgatás, politikai rendszer

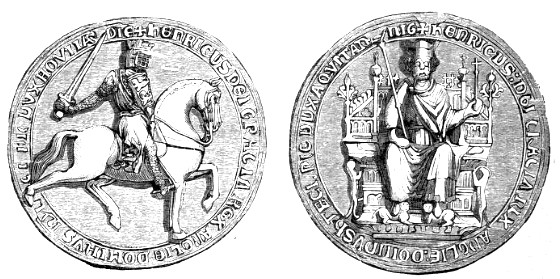
III. Henrik nagypecsétje

Az angol királyi kormányzat hagyományosan néhány fontos tisztség köré épült fel, amelyet az arisztokrácia nagy hatalmú tagjai töltöttek be. Henrik szakított a rendszerrel, üresen hagyta a főbírói pozíciót és a kancellár jogosultságait is megnyirbálta. A királyi tanács összeült, de hatalma erősen korlátozott volt; a kinevezéseket, politikai irányvonalakat a király a maga feje, vagy személyes tanácsadói javaslata alapján határozta el. Ebben a rendszerben a király belső körén kívül eső nemesség számára nagyon nehéz volt hatást gyakorolni az ország ügyeire, vagy akár jogorvoslatot találni a kegyencek által elkövetett jogsértésekre.
Henrik sokat adott a méltóságteljes megjelenésre, a megfelelő világi és egyházi ceremóniákra. Úgy vélte, hogy elődei alatt a korona helyzete leromlott és szándékában állt ezen az állapoton változtatni. Védőszentjéül Hitvalló Eduárdot választotta, aki egy zűrzavaros időszakban békés módszerekkel hozott egységet és rendet országába. Nagy hatással volt rá ifjúkorának polgárháborúja és igen óvatosan élt a királyi hatalom nyújtotta lehetőségekkel a bárókkal szemben.
Mindennek eredményeképpen, bár Henrik nagy súlyt helyezett a királyi uralom szimbolikus kifejezésére, a tényleges hatalomgyakorlás viszonylag körülhatárolt, szinte alkotmányos volt. Általában igyekezett a Magna Carta által megszabott keretek között maradni és őrizkedett az olyan jogtalan adók és kötelezettségek kivetésétől, amelyek olyan gyakoriak voltak János király idejében. A Magna Carta azonban semmit sem mondott a királyi tanácsadók kinevezéséről és a jövedelem elosztásáról, így azokról kedve szerint döntött. Henrik uralma így, felügyelet nélkül nemtörődömmé és hanyaggá vált, ami végül aláásta a király tekintélyét az országban, majd a saját udvarában is.

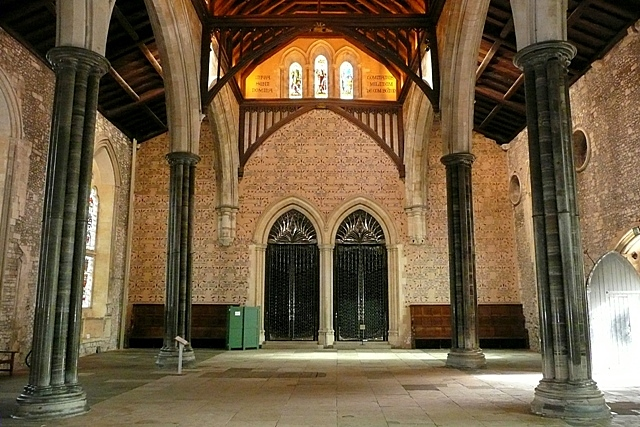
A Henrik által átépíttetett winchesteri vár nagyterme

A „parlament” kifejezés Henrik idejében, az 1230-1240-es években jelent meg először és az udvar nagy gyűléseit értették alatta. Ezeken határoztak a különadókról, amelyek jellemzően valamilyen konkrét célra áldozandó egyszeri befizetéseket jelentettek az ingósági vagyon alapján. Az állandó és különadókon kívül a király jövedelmei saját birtokairól származtak; utóbbiakat a grófságok sheriffjei, adószedői gyűjtötték ne. Mivel a sheriffek kezein keresztül általában eltűnt a jövedelem egy része, 1234-ben megreformálták a rendszert, aminek eredményeképpen kb. 10%-kal megnőttek a király jövedelmei, amelyek azonban még így sem fedezték teljesen a kiadásait. A grófságok már Henrik uralkodása alatt elkezdtek delegációkat küldeni a parlamentbe, amely így a társadalom nagyobb szeletét képviselte, mint az arisztokratákból álló királyi tanács.
A királyi igazságszolgáltatás rendszere rendszertelen és elégtelen volt, a nemesek panaszait néha figyelembe vették és orvosolták, de volt hogy azok elsikkadtak. A helyi bíróságoknak nem volt elegendő eszközük a döntés végrehajtására, így a helyi ügyek a főurak szája íze szerint dőltek el. A királyi sheriffek hatalma is hanyatlott Henrik uralkodása idején; míg korábban befolyásos családok tagjai töltötték be a posztot, ebben a korban a kincstárnok nevezte ki őket, jellemzően kisebb társadalmi befolyással.

### Az udvar

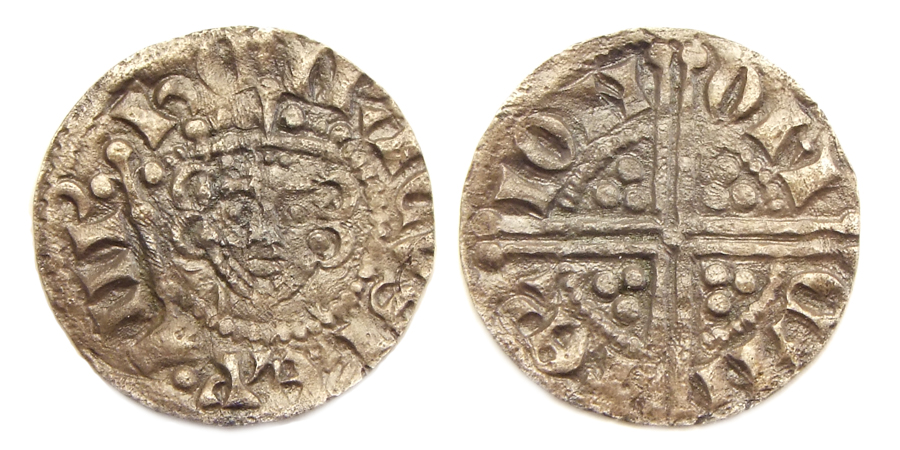
Henrik „hosszúkeresztes” ezüstpennyje a király arcmásával

Az udvar a király és barátai, kegyencei körül alakult ki; utóbbiak közé tartozott a király öccse, Richárd, Richard de Clare gloucesteri gróf, a Bigod-fivérek (Hugh és Roger), valamint Humphrey de Bohun, Hereford grófja. Henrik azt akarta hogy udvara példát mutasson az angol és francia alattvalói együttműködésében és szívesen fogadta a francia Simon de Montfort-t (aki feleségül vette Henrik húgát, Eleanort és kinevezték Leicester grófjának); később pedig szavojai és lusignani rokonait. Az udvar a kontinentális divatot és stílust követte: nyelve a francia volt és közeli kapcsolatokat ápolt a francia, kasztíliai, német és szicíliai királyi udvarokkal.
Henrik kevesebbet utazott elődeinél, bár ő is váltogatta az udvar helyszíneit, viszonylag sokáig maradt egy-egy kastélyban mielőtt továbbállt. Talán emiatt is igen sok időt szánt palotáinak és házainak bővítésére, csinosítására. Londonban közel 55 ezer fontot áldozott egyik kedvenc lakhelye, a westminsteri palota és az apátság átépítésére. Több időt töltött Westminsterben, mint bármelyik elődje, amivel hozzájárult a stabil országos főváros kialakulásához.
Többi kastélyainak (mint a londoni Tower, a lincolni és doveri kastélyok) védelmi fejlesztésére és belső díszítésére további 58 ezer fontot költött. A windsori kastélyból fényűző palotakomplexumot alakított ki, amely számos angol és walesi épület példájául szolgált. A londoni Towert megerődítették és kibővítették lakóhelyiségeit; Henrik főleg a polgárháború alatt használta menedékként. Apjához hasonlóan egzotikus állatokat is tartott a Towerben, egy-egy elefántot, leopárdot és tevét. Az elefántot IX. Lajos francia király ajándékozta neki 1255-ben, de két év után elpusztult. A párducot és a tevét II. Frigyes császártól kapta.
Henrik 1247-ben megreformálta az angol pénzrendszert, az addigi „rövidkeresztes” ezüstpennyk helyett új „hosszúkereszteseket” veretett. 1257-ben, amikor sürgősen pénzre volt szüksége, a kincstár aranytartalékából olasz mintára aranypennyket készíttetett. A hivatalos árfolyamon egy aranypenny húsz ezüstöt ért, de ténylegesen nem adtak ennyit érte, ezért a kereskedők vonakodtak elfogadni és végül visszavonták. Száz évig, III. Eduárd idejéig nem is kísérleteztek újabb aranypénzzel Angliában.

### Vallás

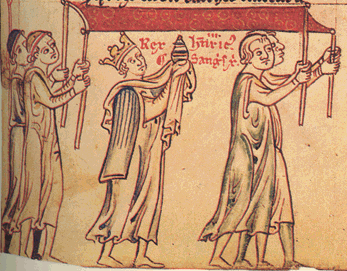
Henrik Westminsterbe szállítja Jézus vérének ereklyéjét (1247)

Henrik közismert volt vallásos buzgalmáról. Sokat adott az egyházi szertartások pompájára és – a korban szokatlan módon – naponta legalább egyszer misén vett részt. Az egyik krónikás szerint – bár valószínűleg túlzott – naponta háromszor ment misére és állítólag, amikor 1259-ben Párizsban járt minden templomnál megállt és ha mise folyt, akkor részt vett rajta. Bőségesen adakozott az egyháznak, naponta 500 koldust etetett meg és segítette az árvákat. Hitvalló Eduárd ünnepnapja előtt böjtölt és lehet hogy leprások lábát is megmosta. Rendszeresen járt zarándokutakra (többnyire Bromholm, St Albans és Walsingham kolostoraiba), bár lehetséges hogy zarándoklatait néha a nyomasztó politikai gondok előli szökésre használta fel.
A jelek szerint az angol és a francia király versengett, hogy melyiküknek nagyobb a vallási buzgalma. Uralkodása vége felé Henrik (valószínűleg IX. Lajost utánozva) kezével illette a görvélykórosokat, mert a néphit szerint a betegséget meggyógyítja a király érintése. Lajosnak messze földön híres gyűjteménye volt a Jézushoz köthető ereklyékből és 1241-ben a Szent Kereszttel vonult végig Párizson. Henriknek 1247-ben sikerült megszereznie Jézus vérének relikviáját és ünnepélyes végigvonulva Westminsteren, elhelyezte az ottani apátságban, amelyet a francia ereklyegyűjtemény riválisának kívánt megtenni. Erőfeszítései és anyagi áldozatai ellenére a kolostor nem vált népszerű zarándokhellyé.
A királynak különösen kedvesek voltak a kolduló szerzetesrendek. Gyóntatóatyja domonkosrendbeli volt és számos városban rendházakat épített a szerzeteseknek. Támogatta a harcos rendeket is, pl. 1235-ben a teuton lovagokat. Figyelmet fordított Oxford és Cambridge egyetemeire, megerősítette jogaikat és igyekezett rávenni a neves tudósokat, hogy Párizs egyeteme helyett Angliában tanítsanak.

### Zsidópolitika
Az angliai zsidók közvetlenül a korona uralma alá tartoztak és a királyok rendszeresen különadókat vetettek ki rájuk, cserébe a védelemért. Az első báróháború alatt a zsidók sok üldöztetésben részesültek, de Henrik uralkodásának elején közösségük virágzott. Bár az 1215-ös negyedik lateráni zsinat antiszemita rendelkezéseire hivatkozva a pápa többször megrótta az angol kormányt zsidóvédő politikája miatt, William Marshal pénzügyi okokból továbbra is kormányzati védelem alatt tartotta a felekezetet.
1239-ben Henrik változtatott a helyzeten (talán IX. Lajos hasonló rendelkezései nyomán): a zsidó vezetőket Európa-szerte bebörtönözték és csak vagyonuk harmadának beszolgáltatása ellenében engedték ki őket; a nekik való tartozásokat pedig elengedték. 1244-ben hatalmas összeget, 40 ezer fontot követeltek a zsidó közösségtől, ennek kétharmadát öt éven belül. A király forszírozta megtérésüket, az 1250-es évekre a zsidók mintegy 10%-a át is tért a kereszténységre. 1253-ban meghozták a zsidótörvényt, amely szegregálta és sárga jelvény viselésére kötelezte volna őket, de nem tudni, hogy ténylegesen mennyire tartották be a rendelkezést.

## A stabilitás évei (1234–58)

### Házassága

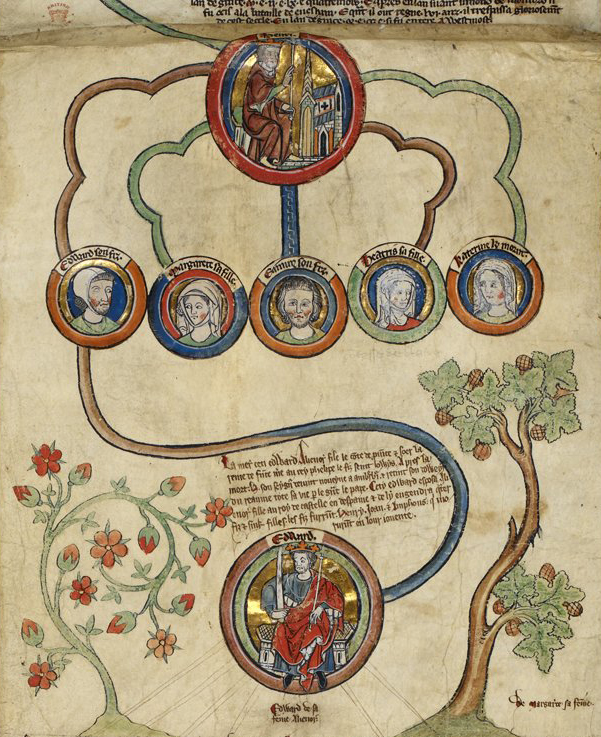
Henrik és gyermekei

Henrik nagykorúvá válása után az 1220-as években hosszú ideig keresett feleséget. Többek között szóba jött VI. Lipót osztrák herceg lánya, II. Sándor skót király húga, I. Péter bretagne-i herceg lánya és Simon ponthieu-i gróf lánya is. Végül 1236-ban IV. Rajmund Berengár provence-i gróf és Savoyai Beatrix 12-13 éves lányát, Eleonórát vezette oltár elé, akinek nővére két évvel korábban IX. Lajoshoz ment feleségül. Eleonóra jól nevelt, művelt lány volt, de a házasság elsődlegesen politikai okból köttetett, mert Henriknek szüksége volt szövetségesekre Dél-Franciaországban. A királynéből idővel gyakorlatias, kemény politikus vált, a történészek véleménye szerint jóval harcosabb és határozottabb, mint amilyen a férje valaha is volt.
Eleonóra 1235-ben utazott Angliába, hogy először találkozzék leendő férjével. Az esküvőt 1236 januárjában tartották Canterbury katedrálisában, röviddel később pedig pompás ünnepség keretében Eleonórát királynővé koronázták a westminsteri apátságban. Henrik gazdagon megajándékozta újdonsült feleségét és személyesen gondoskodott arról, hogy háztartását kellően berendezzék.
A gyermekáldás elmaradása miatt kezdetben attól tartottak, hogy Eleonóra meddő lehet, de 1238-ban teherbe esett és 1239 júniusában megszületett a trónörökös, akit Hitvalló Eduárd után neveztek el. Henrik pompás ünnepségeket tartott, bőségesen adakozott az egyháznak és a szegényeknek. Első lányuk, Margit 1240-ben született, nevét anyja nővéréról, a francia királynéról kapta. Harmadik gyermekük, Beatrix az 1242-es franciaországi háború alatt született és anyai nagyanyja nevét kapta. 1245-ben jött a világra Edmund (a 9. századi Mártír Edmund király után, 1253-ban pedig Katalin. Legkisebb lányuk betegen született (egyes feltételezések szerint Rett-szindrómával), süket volt, nem tanult meg beszélni és 1257-ben meghalt. A király gyerekei idejüket a windsori kastélyban töltötték és a jelek szerint Henrik nagyon kötődött hozzájuk, csak nagyon ritkán szakadt el családjától hosszabb időre.
A házasságkötés után Eleonóra savoyai rokonságának jelentős része követte őt Angliába. Legalább 170-en voltak, köztük a királyné nagybátyjai, Bonifác (belőle Canterbury érseke lett) és Vilmos (aki egy időben a király első tanácsadója volt). Henrik beházasította őket az angol arisztokrata családokba, elégedetlenséget szítva a helyi bárók körében, akik nem látták szívesen, ha az angol birtokok idegenek kezére jutottak. A savoyaiak viszont óvakodtak túlzottan kihasználni a helyzetet, sikeresen integrálódtak a főúri társadalomba és erős hátországot biztosítottak a királyné politikai fellépéséhez.

### Poitou és a Lusignanok

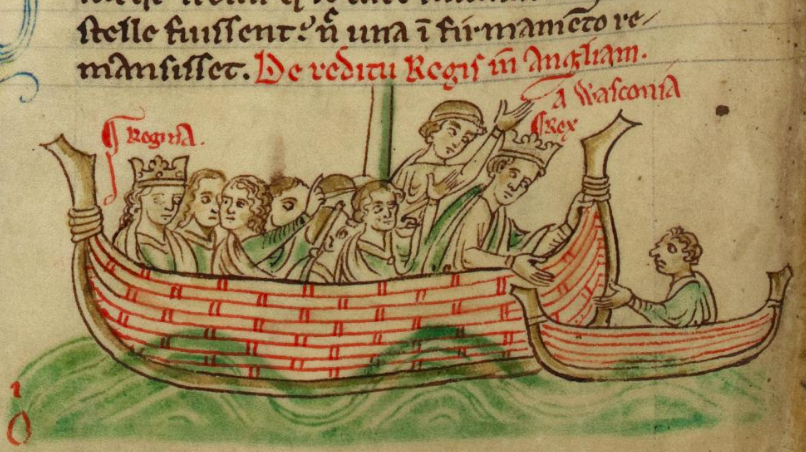
Henrik és Eleonóra visszatér Poitou-ból Angliába (1243)

1241 karácsonyán Poitou bárói Lusignani Hugó – Henrik anyjának új férje – vezetésével fellázadtak Lajos király ellen. A felkelők számítottak Henrik segítségére, akit azonban saját főurai nem támogattak egy külföldi kalandban és lassan gyűjtött hada csak a következő év késő tavaszán ért Franciaországba. 1242. május 20-án Taillebourg váránál találkozott a két király serege és a franciák egy híd birtoklásáért vívott csatában visszaszorították az angolokat. Henrik elmenekült és sietve Bordeaux-ba távozott, míg katonái Simon de Montfort leicesteri gróf vezetésével fedezték a visszavonulást. A gróf dühös volt az uralkodó inkompetenciája miatt és kifakadt, hogy Együgyű Károlyhoz hasonlóan őt is be kellene zárni. A Poitou-beli lázadók megadták magukat, Henrik pedig öt évre szóló fegyverszünetet kötött. A több mint 80 ezer fontot felemésztő hadjárat teljes kudarccal zárult.
A megerősödött francia királyi ellenőrzés visszaszorította a Lusignan-család hatalmát. 1247-ben egy részük Henrik bátorítására Angliába költözött, ahol jelentős birtokadományokban részesültek, jórészt az angol bárók rovására. Összesen kb. száz poitoui nemes települt meg a szigetországban és kétharmaduknak a király legalább 66 fontos éves támogatást (egy szegényebb angol báró átlagjövedelme) biztosított. Nagy részük a király szolgálatában állt diplomataként vagy katonaként. Henrik úgy tekintett rájuk, mint Poitoura és a többi nyugat-francia földre vonatkozó követeléseinek szimbólumaira. A Lusignanok közül többen is közeli barátjaivá váltak a trónörökösnek, Eduárdnak.
A király kiterjedt rokonságának Angliába költözése egyre több zúgolódásra adott alkalmat az angol nemesség körében. A Henrik kegyét élvező Lusignanok következmények nélkül megszeghették a törvényeket, nézeteltéréseiket (például a savoyai rokonsággal, akikkel nem szívelték egymást; de az angolokkal is) kedvük szerint oldották meg. A Poitou-beliekkel szembeni ellenszenv 1258-ra gyűlöletté fokozódott, különösen Simon de Montfort kelt ki ellenük.

### Skócia, Wales és Írország
Henrik uralkodásának első két évtizede alatt uralma megszilárdult Walesben, különösen Llywelyn 1240-es halála után. Az 1240-es években három hadjáratot vezettek Walesbe, új várak épültek és a Chester grófságbeli királyi birtokokat kiterjesztették. Llywelyn fia, Dafydd ellenállt az angoloknak, de 1246-ban ő is meghalt, utódaival (Owain és Llywelyn ap Gruffudd) pedig Henrik a következő évben megkötötte a woodstocki szerződést, melyben területeket nyert a hercegektől (de azok is megtarthatták Gwyneddet). 1256-ban Llywelyn ap Gruffudd fellázadt és a felkelés egész Walesre kiterjedt. Henrik gyors megtorlással fenyegetőzött, de ígéretét nem tartotta be.
Írország jelentős jövedelmet, évi 1150 fontot biztosított a korona számára és Henrik előszeretettel osztogatta az ottani földbirtokokat rokonságának és támogatóinak. Az 1250-es években számos határvidéki birtokot osztott szét, ütközőövezetet hozva létre az angol uralom alatt lévő területek és az ír törzsfők uralta régiók között. Az új tulajdonosok kiterjesztették uralmukat és zaklatták a helyi lakosokat; Henrik alatt érte el csúcspontját az angolok írországi hatalma a középkor során. 1254-ben Henrik a trónörökösnek adta át Írországot, azzal a feltétellel, hogy nem önállósodhat a koronától.
Skóciával és II. Sándor királlyal fenntartották a békét. Formálisan Henrik Sándor hűbérura volt és fenntartotta a jogot, hogy beavatkozzon a skót ügyekbe, de ehhez a tényleges szándéka és támogatottsága nem volt meg. Az első báróháború alatt Sándor megszállta Észak-Anglia egy részét, de mikor a pápa emiatt kiközösítette, inkább visszavonult. 1221-ben Sándor feleségül vette Henrik húgát, Johannát, 1237-ben pedig megkötötték a yorki egyezményt, amelyben véglegesítették a két ország közötti határt (kisebb változtatásokkal máig változatlanul). II. Sándor 1249-ben meghalt; kiskorú fiát és utódját, III. Sándort Henrik angol lovaggá ütötte és hozzáadta a lányát, Margitot. Bár III. Sándor megtagadta a hűségesküt, viszonyuk baráti maradt. Sándort és Margitot 1255-ben a lázadó skót nemesek Edinburgh várába zárták, ahonnan Henrik mentette ki őket.

### Külpolitika

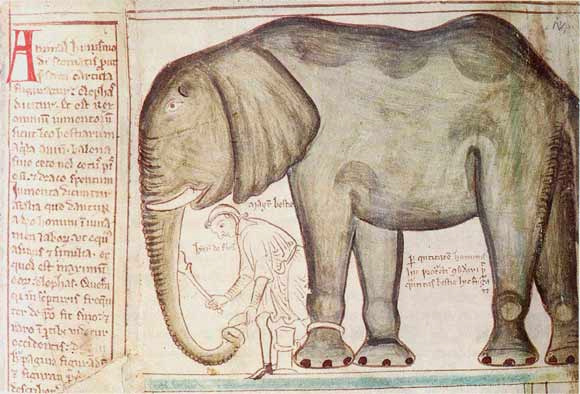
Henrik elefántja

Az 1240-es évek végére nyilvánvalóvá vált, hogy Anglia egyedül nem veheti fel a versenyt a franciákkal, ezért Henrik szövetségeseket keresett, elsősorban II. Frigyes császárral való kapcsolatát ápolta. A király figyelmét egyre inkább lekötötte az európai politika és elhanyagolta a belföld ügyeket. 1248-ban Lajos megújította fegyvernyugvását Angliával, hogy elutazhasson a rosszul végződő hetedik keresztes háborúba. Henrik maga is szívesen részt vett volna a keresztes hadjáratban, de a francia királlyal való rivalizálása ezt lehetetlenné tette. Miután Lajos Al-Manszúránál vereséget szenvedett, kijelentette, hogy ő maga is szervez egy levantei szent háborút. Lelkesen belefogott a szervezkedésbe, követeket küldött a Szentföld környéki, nem ellenséges államok uralkodóinak csapatai átengedését kérve, pénzt és hajókat gyűjtött.
A keresztes háborút azonban el kellett halasztania, mert 1252-ben Simon de Montfort kormányzó túlzott keménykezűsége miatt lázadás tört ki Gascogne-ban, amelyet a szomszédos Kasztília királya, X. Alfonz is azonnal támogatásáról biztosított. Az angol udvart megosztotta a kérdés, a királyné Simon de Monfort pártjára állt, aki a gaszkon nemeseket hibáztatta; Henrik pedig a Lusignanokkal együtt a kormányzót okolta a konfliktus elmérgesedéséért. A király a következő évben egy hatékony (ám sok pénzt felemésztő) hadjárattal letörte a lázadást és 1254-ben békét között Alfonzzal is. Gascogne a trónörökös Eduárd kezébe került, aki egyúttal feleségül vette Alfonz király féltestvérét, Eleonórát, hosszú időre biztosítva ezzel a békét Kasztíliával.
Dél-Franciaországból hazafelé menet Henrik életében először személyesen is találkozott IX. Lajossal (a találkozót feleségeik szervezték meg) és a két király szoros barátságot kötött. A gascogne-i kaland több mint 200 ezer fontba került, felemésztette a keresztes hadjáratra félretett teljes összeget és a király még így is súlyos adósságokat halmozott fel.

### A szicíliai terv

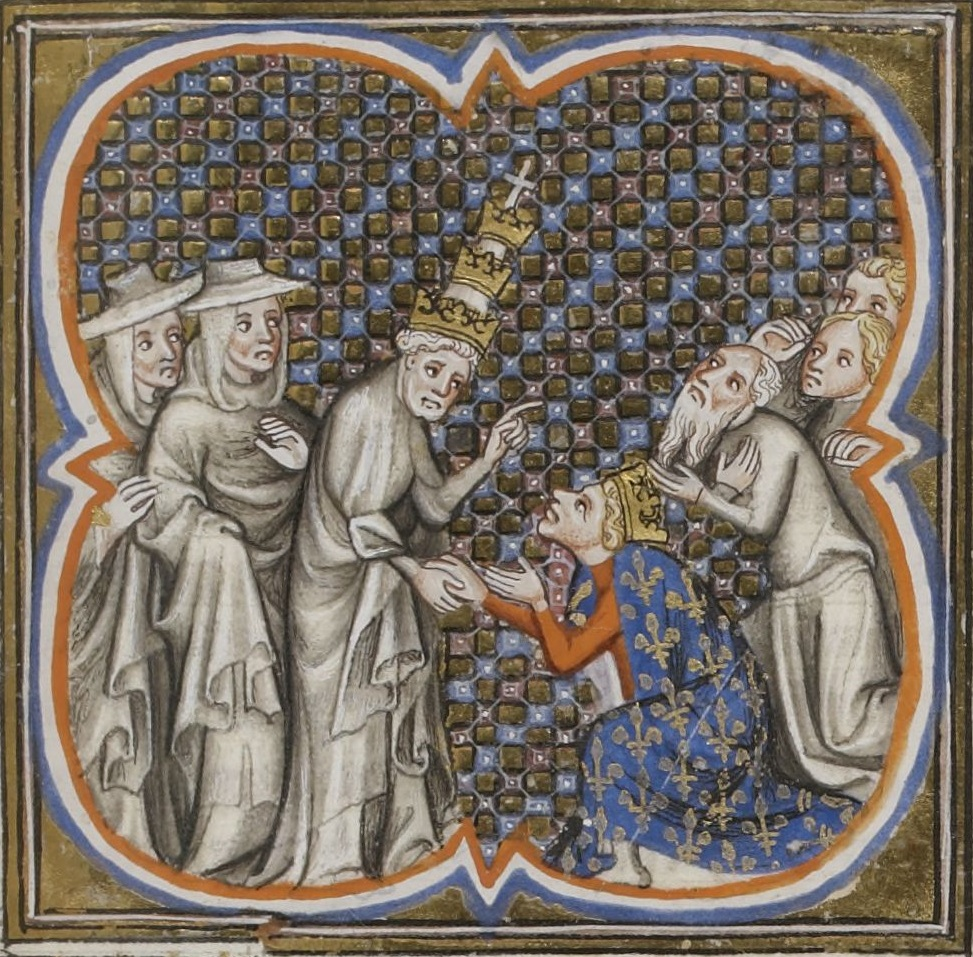
IV. Ince pápa és IX. Lajos

1250-ben meghalt II. Frigyes német-római császár és szicíliai király. Frigyes állandó konfliktusban állt a Szentszékkel, ezért IV. Ince pápa szerette volna, ha a Rómához kényelmetlenül közeli királyság trónjára baráti uralkodó kerül. Henrik és Ince 1254-ben megegyeztek, hogy Szicília Henrik kisebbik fiáé, Edmundé lehet, ha az angolok kiűzik a szigetről Frigyes fiát, Manfrédot. Az akció költségeit a pápa magára vállalta.
IV. Ince 1254 decemberében meghalt és utódja, IV. Sándor nem volt hajlandó kifizetni az angolok költségeit, sőt követelte az addig elköltött 90 ezer font visszatérítését. Henrik a parlamenthez fordult a hatalmas összegért, de az visszautasította a különadókat. A következőkben többször is próbálkozott a parlamentnél, de még 1257-re is csak részleges támogatást tudott elérni. Sándor egyre türelmetlenebbé vált, és 1258-ban követséget küldött Angliába, amely kiátkozással fenyegette meg Henriket, ha nem fizeti meg adósságát és nem küldi Szicíliába a megígért hadsereget. A parlament továbbra sem hajlott a király kérésére, így az a főpapságból sajtolt ki kb. 40 ezer fontot.
Időközben 1256-ban német királyt választottak, és a két jelölt X. Alfonz kasztíliai király mellett Richárd volt, Henrik öccse. Henrik hatalmas összegeket fizetett a választófejedelmeknek, akik így 4:3 arányban az angol herceget választották meg. Az angol arisztokrácia nem örült feltétel nélkül a herceg sikerének; egyrészt úgy vélték, hogy jelenléte jót tett az angol belpolitikának, visszafogva a király túlzásait; másrészt véleményük szerint németországi ambícióit angol pénzzel finanszírozta.

## Kései uralkodása (1258–72)

### Államcsíny

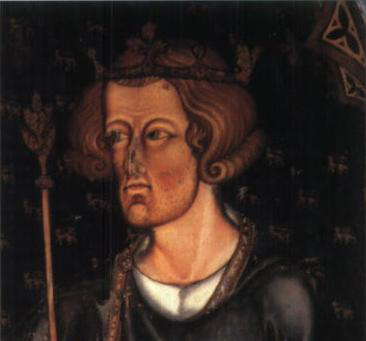
A trónörökös, Eduárd herceg

1258-ban a főnemesség fellázadt Henrik ellen. Az elégedetlenség ekkor ért a forrpontra, de már régóta egyre erősödött a különadók és különféle más pénzfelhajtó intézkedések, a Poitou-beliek túlzott befolyása, a népszerűtlen szicíliai kaland és az egyház sérelmei miatt. A walesiek még mindig lázongtak és most szövetkeztek a skótokkal. A király vészes pénzzavarba került, bár volt némi aranytartaléka, arra semmiképpen sem volt elegendő, hogy kifizesse adósságát a pápának és sereget küldjön Szicíliába. A helyzetet tovább súlyosbította a gyenge termés.
Az elégedetlenség áprilisban mutatkozott meg tettekben, amikor hét angol és savoyai báró – Simon de Montfort, Roger és Hugh Bigod, John Fitzgeoffrey, Peter de Montfort, Peter de Savoy és Richard de Clare – titkos összeesküvést szőtt a Lusignanok udvarból való kiűzésére. Lépésüket feltehetőleg a királyné is támogatta a háttérben. Április 30-án Roger Bigod és a többi összeesküvő bevonult a király parlamentjének ülésére és gyakorlatilag államcsínyt követett el. Henrik a bebörtönzéstől való félelmében beleegyezett, hogy lemond az ország egyszemélyi kormányzásáról és egy 24 tagú tanács révén fog uralkodni, amelynek a felét ő, a másik felét a bárók választhatták. Az általa kijelölt tanácstagok azonban javarészt a gyűlölt Lusignanok köréből kerültek ki.
Júniusban újabb parlament ült össze és megszavazták az oxfordi rendelkezéseket, amely 15 főre csökkentette a tanács létszámát (kizárólag a bárók jelöltjeiből), melynek jogában állt főbírót, kancellárt és kincstárnokot kinevezni. A közép- és kisnemesség nyomására olyan intézkedéseket is elfogadtak Oxfordban, amelyek visszafogták a királyi hivatalnokok és főnemesek túlkapásait. A megválasztott tanácsban helyet foglaltak a savoyai frakció képviselői, de a Poitou-belieket kizárták és az új kormányzat azonnal megkezdte a Lusignanok hatalomból való eltávolítását és váraik megszerzését.
Hamarosan napvilágra kerültek azonban a főurak közötti nézeteltérések is. De Montfort radikális reformokat kívánt, amelyek jelentősen behatárolták volna a korona és a vezető arisztokrácia hatalmát; mások, mint Hugh Bigod megelégedtek volna mérsékelt változásokkal; a konzervatív bárók viszont, mint de Clare, már a királyi hatalom meglévő korlátozását is túlzásnak tartották. Henrik fia, Eduárd, kezdetben szembenállt a lázadó főurakkal, de aztán szövetkezett de Montforttal és segített neki elfogadtatni az 1259-es radikális westminsteri rendelkezéseket.

### Válság

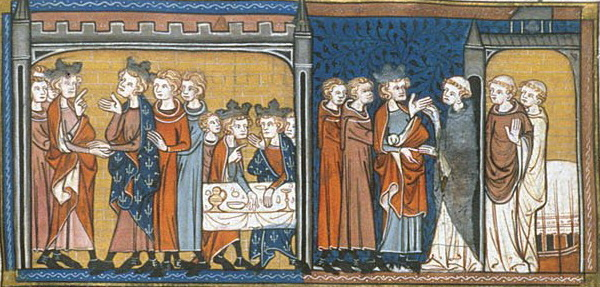
III. Henrik látogatása IX. Lajos francia királynál

A következő négy év során sem Henrik, sem a bárók nem voltak képesek döntő fölényre szert tenni és a helyzet hol egyik, hol másik frakció javára változott. Az új kormányzat egyik fő célja a franciákkal való viszály rendezése volt és 1259 végén a király, a királyné, Simon de Montfort és a tanács nagy része Párizsba utazott, hogy békét kössön Lajossal. Henrik feladta követeléseit észak-franciaországi családi birtokaira, cserébe elismerték Gascogne-beli jogait és ezekre a területekre vonatkozóan hűbérurának ismerte el a francia királyt.
De Montfort visszatért Angliába, Henrik és Eleonóra viszont még Párizsban maradt és kihasználták az alkalmat hogy a bárók felügyelete nélkül megpróbálhatják visszaszerezni a királyi hatalmat. A király 1260 áprilisában tért vissza országába, ahol már javában forrt a konfliktus de Clare és de Monfort pártja között. A fegyveres összecsapás csak Henrik öccse, Richárd közbenjárására maradt el. De Montfort-t bíróság elé állították, a pártjára állt Eduárd hercegnek a király megbocsátott. Henrik azonban nem volt képes kihasználni a javára billenő hatalmi egyensúlyt és októberre de Montfort, de Clare és Eduárd szövetsége visszaszerezte az ország fölötti kontrollt. Néhány hónappal később azonban a tanácstagok ismét összevesztek és a kormányzaton eluralkodott a káosz.
Henrik nyilvánosan megesküdött, hogy elismeri az oxfordi rendelkezéseket, de titokban kapcsolatba lépett IV. Orbán pápával, hogy oldja fel esküje alól. 1261 júniusában kijelentette, hogy a Szentszék semmisnek nyilvánította az esküt és Eduárd támogatásával ellen-államcsínyt hajtott végre. Lemondatta a tanácsot támogató sheriffeket és több királyi várat visszaszerzett. A bárók – De Montfort és De Clare vezetésével – ideiglenesen egyesültek a fenyegető veszéllyel szemben, saját parlamentet hívtak össze és párhuzamos közigazgatást állítottak fel. Henrik és Eleonóra mobilizálta támogatóit és zsoldosokat verbuváltak; de a bárók nem vállalták a polgárháború kockázatát és visszavonultak. De Clare ismét a király pártjára állt, de Montfort Franciaországba menekült, a bárók pártja pedig vezetők híján összeomlott.
Henrik új kormányzata főleg feleségén és savoyai rokonságán alapult, de rövid életűnek bizonyult. Megpróbálta rendezni a válságot és elfogadtatta az arisztokráciával a kingstoni egyezményt, amely bevezetett egy döntőbírósági rendszert a király és a főurak közti nézeteltérések tisztázására. A bíró a király öccse, Richárd lett volna, vagy ha ő nem képes megegyezést elérni, Lajos francia király. A rendszert azonban hamar politikai ellenfelei ellen fordította és ismét elővette népszerűtlen szicíliai terveit. Helyzetét tovább gyengítette de Clare halála, akinek utóda, Gilbert a radikálisokhoz húzott; a walesiek betörései, valamint hogy a pápa visszavonta korábbi döntését és valósnak ismerte el Henrik oxfordi esküjét. 1263 elejére a király tekintélye elolvadt és az ország a polgárháború szélére került.

### A második báróháború

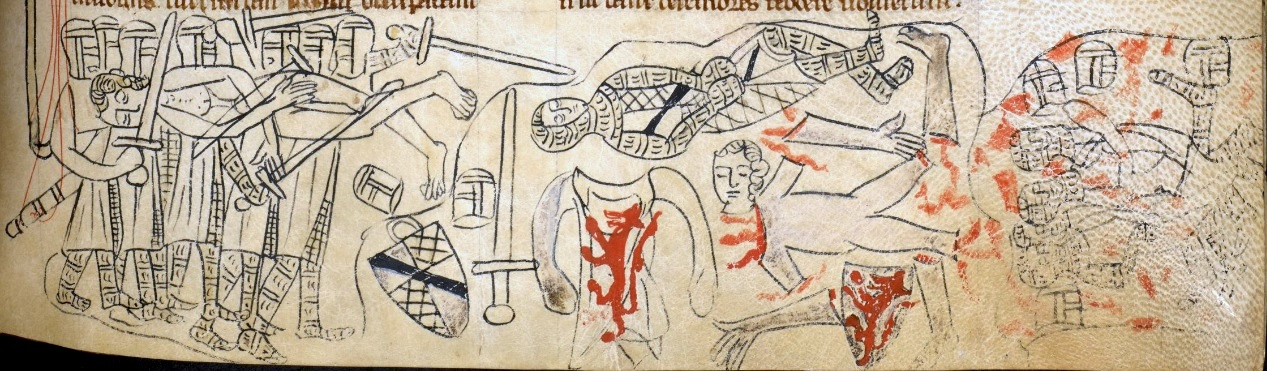
Simon de Montfort testének megcsonkítása az eveshami csata után

1263 áprilisában de Montfort visszatért Angliába és Oxfordban összehívta a lázadó bárók tanácsát. Röviddel később a walesi határvidéken felkelés tört ki, de októberre magában Angliában is polgárháború kezdődött, amelyben egyik oldalon Henrik, Eduárd, Bigod és a konzervatív bárók álltak, szemben de Montfort, de Clare és más radikálisokkal. De Montfort keletre, London felé vonult csapataival és maga London is fellázadt. A királyi pár a Towerban rekedt; Eleonóra megpróbált hajóval eljutni a Temzén Windsorba, ahol Eduárd hadserege állt, de a lázongó tömeg miatt vissza kellett fordulnia. De Montfort foglyul ejtette a királyt és feleségét és bár névlegesen továbbra is az ő nevében uralkodott, a kormányzatot lecserélte saját, megbízható embereire.
A leicesteri gróf szövetsége mint korábban, hamarosan ismét foszladozni kezdett, káosz lett úrrá az országon és Henrik visszanyerte mozgásszabadságát. A király – a kingstoni egyezménynek megfelelően – Lajos francia királyhoz fordult, hogy bíráskodjon a két szembenálló párt között. De Montfort némi hezitálás után beleegyezett a javaslatba és mivel egy baleset miatt maga nem utazhatott, elküldte képviselőit Párizsba, akik elkísérték a személyesen utazó Henriket. Lajos 1264 januárjában az amiens-i egyezményben kihirdette döntését, törvénytelennek ítélte a lázadók ügyét és az oxfordi rendelkezéseket. A francia király amúgy is az erős központi hatalom felé hajlott, de döntését befolyásolta felesége (az angol királyné nővére) és a pápa is. Henrik februárban visszatért Angliába – feleségét Párizsban hagyta zsoldosokat gyűjteni – ahol a bárók nem voltak hajlandók elfogadni a döntést és végső lehetőségként erőszakhoz folyamodtak.
A második báróháború 1264 áprilisában tört ki, amikor Henrik sereggel vonult de Montfort midlansdi birtokaira. A gróf összegyűjtött csapataival a király után eredt, és május 14-én a lewesi csatában megütköztek. A királyi sereg vereséget szenvedett, annak ellenére, hogy számbeli fölényben volt. Henrik öccse, Richárd a helyszínen fogságba esett, a király és fia pedig egy közeli kolostorban keresett menedéket, ahol másnap megadták magukat. Henrik kénytelen volt amnesztiát adni a lázadó bároknak, az oxfordi rendelkezések pedig ismét hatályba kerültek.
De Montfort nem tudta kihasználni győzelmét, az országon továbbra is eluralkodott a politikai zűrzavar. A királyné Párizsban tervezgetett egy partraszállást, a trónörökös pedig májusban megszökött a fogságból és új hadsereget szervezett. De Montfort a walesi határvidékre indult az ottani lázadókkal tárgyalni, Eduárd pedig utánaeredt. Az Avon folyó egyik kanyarulatában sikerült csatára kényszerítenie a főurat (aki magával vitte a fogoly Henriket) és az eveshami csatában döntő vereséget mért rá. Maga Simon de Montfort is elesett és a csata után holttestét megcsonkították: fejét, végtagjait, nemi szervét levágták. A kölcsönpáncélt viselő Henriket is majdnem megölték Eduárd katonái, de még időben megismerték és biztonságba helyezték az uralkodót. A vezérét vesztett felkelés elbukott, bár helyenként még ellenálltak; a mocsaras Isle of Ely-re visszavonul felkelők csak 1267 júliusában adtak meg magukat.

### Béke
Henrik a győzelem után gyors bosszút állt és elrendelte ellenségei minden birtokának elkobzását. A pápai legátus közbenjárására 1266 októberében enyhített döntésén és visszaadta a földeket, de súlyos pénzbüntetéseket rótt ki. 1267 novemberében kiadta a marlborough-i rendeletet (amelynek négy rendelkezése máig érvényben van), amelyben a konfliktus lezárásaként korlátozta a királyi hivatalnokok és a főurak hatalmát, a központi kormányzat tekintélyét viszont nem csorbította. A korábban száműzött Poitou-beliek többsége visszatért.
A hatvan éves király egészsége megrendült és uralkodása hátralevő részében a rend helyreállításával foglalkozott és a vallás felé fordult. Eduárdot kormányzóvá (steward-dá) nevezte ki, amivel a trónörökös meghatározó szerepet kapott a kormányzatban. A háború miatt a kincstár teljesen kiürült és mikor Eduárd 1268-ban úgy döntött, hogy csatlakozik a nyolcadik keresztes háborúhoz, új adókat kellett kivetni. Henrik először visszavonta a még de Montfort által meghirdetett zsidóellenes rendelkezéseket, de utolsó éveiben a parlamentek nyomására visszaállította azokat. Továbbra is jelentős összegeket áldozott a westminsteri apátság bővítésére (amely felváltotta a fontevraud-i apátságot, mint családi temetkezési helyet) és 1269-ben pazar ünnepségek közepette újratemettette Hitvalló Eduárdot.

## Halála (1272)

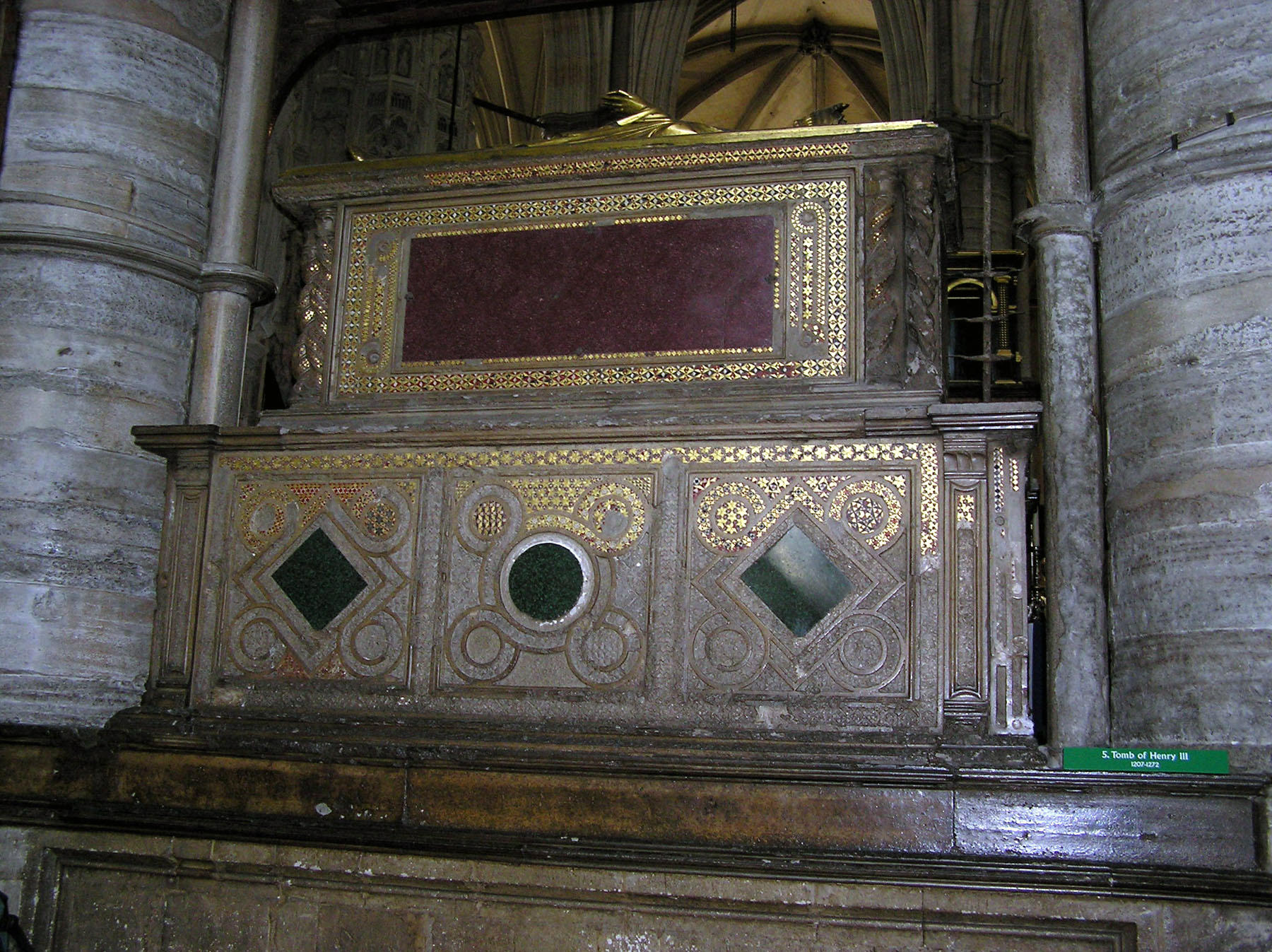
III. Henrik sírja a westminsteri apátságban

1270-ben Eduárd elutazott a Lajos francia király vezette keresztes háborúba, de Henrik egyre betegebbé vált és egy újabb lázadás lehetősége miatt is aggódott. Írt a fiának, hogy térjen vissza, ő azonban folytatta útját Tuniszba. A király egészsége némileg javult és kijelentette, hogy maga is csatlakozik a keresztes hadjárathoz, de nem gyógyult fel teljesen és 1272. november 16-án meghalt. Eduárd nem sietett haza a hír hallatán, csak 1274 augusztusában érkezett vissza Angliába.
Henriket végakarata szerint a westminsteri apátságban temették el a főoltár előtt, Hitvalló Eduárd korábbi nyughelyén. Eduárd néhány évvel később új, nagyobb síremléket építtetett apjának, ahová 1290-ben helyezték át (ma is ott található). Szarkofágján látható bronz képmását William Torell szobrász készítette, a korszakban szokatlanul naturalista stílusban (de feltehetően nem követte pontosan a király vonásait).
Eleanóra feltehetően szerette volna – akárcsak IX. Lajost – szentté avattatni férjét. Amikor 1290-ben Henriket új sírjába helyezték át, feljegyezték, hogy teste romlatlan állapotban található, hosszú szakálla is tökéletes állapotban maradt; ez akkoriban a szentek egyik ismérvének számított. Állítólag csodák is történtek a sírnál, de Eduárd nem adott hitelt a történeteknek és Henrik szentté avatását soha nem kezdték el. 1292-ben ismét felnyitották a sírt, hogy szívét kivegyék és átszállítsák Fontevraud apátságába, ahol a király Anjou-beli ősei voltak eltemetve.

## Gyermekei
Henriknek és Eleonórának öt gyermeke született:
- Eduárd (1239–1307) Anglia királya
- Margit (1240–1275) feleségül ment III. Sándor skót királyhoz
- Beatrix (1242–1275) feleségül ment II. János bretagne-i herceghez
- Edmund (1245–1296) Leicester grófja
- Katalin (1253–1257)

A 14. századi Flores Historiarum krónika alapján a 20. századig a történészek úgy gondolták, hogy a királyi párnak néhány további gyermeke is született: Richárd (†1250), János (1250–1252), Vilmos († kb. 1256) és Henrik (1260. május – 1260. október). Létükre azonban semmi más bizonyíték nem utal (míg a többi öt gyerek élete jól dokumentált) ezért a mai vélemény szerint (bár nem teljesen kizárt létezésük) kitaláltak.
Henriknek nem voltak törvénytelen gyermekei.

## Fordítás
Ez a szócikk részben vagy egészben  a   Henry III of England című angol Wikipédia-szócikk ezen változatának fordításán alapul.  Az eredeti cikk szerkesztőit annak laptörténete sorolja fel. Ez a jelzés csupán a megfogalmazás eredetét és a szerzői jogokat jelzi, nem szolgál a cikkben szereplő információk forrásmegjelöléseként.